# Chelidura pyrenaica
Chelidura pyrenaica – gatunek skorka z rodziny skorkowatych i podrodziny Anechurinae.
Gatunek ten opisany został po raz pierwszy w 1832 roku przez Franco Andreę Bonelliego pod nazwą Forficula pyrenaica. Do rodzaju Chelidura przenieśli go w 1900 Auguste Bormans i Hermann August Krauss.
Skorek ten ma stosunkowo krępe ciało o długości od 18 do 25 mm mierzonej wraz ze szczypcami. Ubarwienie ma brązowaoczarne, rzadziej rudobrązowe, zawsze z żółtawymi brzegami bocznymi przedplecza i brązowawymi odnóżami. Duża, nabrzmiała, szeroka głowa ma niewyraźne szwy, wklęśniętą tylną krawędzi i małe, krótsze od skroni oczy. Czułki cechuje człon pierwszy silnie przewężony u nasady i rozszerzony u szczytu, krótszy niż rozstaw czułków, człon drugi kwadratowy, a trzeci dłuższy niż czwarty. Silnie poprzeczne przedplecze ma proste, rozszerzone ku tyłowi krawędzie boczne, wypukłą krawędź tylną i bruzdę podłużną przez środek powierzchni. Pod silnie skróconymi pokrywami brak jest skrzydeł tylnej pary. Rozszerzony ku szczytowi odwłok ma tergity o słabo wypukłych brzegach bocznych, a czwarty i trzeci z nich z wyraźnymi pogięciami gruczołowymi na bokach. Silnie poprzeczny tergit ostatni ma zagłębienie środkowe w pobliżu krawędzi tylnej. Poprzeczne pygidium samca ma krawędź tylną prostą do lekko wklęsłej i drobne guzki w kątach tylno-bocznych. Pygidium samicy jest mniejsze. Przysadki odwłokowe (szczypce) są u samicy krótkie, przypłaszczone i niezmodyfikowane. Szczypce samca są łukowato lub silnie zakrzywione, a przekrój ich ramion jest nieco trójkątny u nasady i cylindryczny w częściach dalszych. Narządy rozrodcze samca są duże, zaopatrzone w krótką i szeroką, pośrodkowo nieco rozszerzoną płytkę centralną oraz dobrze wykształcone paramery zewnętrzne o rozwartych wierzchołkach. W płacie genitalnym znajduje się virga o charakterystycznym pęcherzyku nasadowym.
Owad ten jest gatunkiem europejskim, rozsiedlonym od Pirenejów po Alpy, notowanym w Hiszpanii, Francji i Włoszech.